# Старокаразерикское сельское поселение
Старокаразерикское се́льское поселе́ние — муниципальное образование в Ютазинском районе Татарстана Российской Федерации.
Административный центр — село Старый Каразерик.

## История
Статус и границы сельского поселения установлены Законом Республики Татарстан от 31 января 2005 года № 46-ЗРТ «Об установлении границ территорий и статусе муниципального образования "Ютазинский муниципальный район" и муниципальных образований в его составе».

## Население
| 2010 | 2011 | 2012 | 2013 | 2014 | 2015 | 2016 |
| ---- | ---- | ---- | ---- | ---- | ---- | ---- |
| 681  | ↘680 | ↘666 | ↗690 | ↘686 | ↘679 | ↘649 |
| 2017 | 2018 |      |      |      |      |      |
| ↗652 | ↘629 |      |      |      |      |      |

## Состав сельского поселения
| № | Населённый пункт | Тип населённого пункта       | Население |
| - | ---------------- | ---------------------------- | --------- |
| 1 | Новый Каразерик  | деревня                      |           |
| 2 | Старый Каразерик | село, административный центр |           |